# 5. arrondissement i Paris
5. arrondissement i Paris er et af Paris' 20 arrondissementer og er placeret i centrum af byen på venstre Seinebred. Det kaldes også arrondissement du Panthéon.

## Geografi

### Bykvarterer
Arrondissementet er delt i fire bykvarterer:
| Kvarter            | Areal (km2) | Del af arr. | Befolkning (1999) | Del af arr. |
| ------------------ | ----------- | ----------- | ----------------- | ----------- |
| Saint-Victor       | 0,60        | 24%         | 11.661            | 20%         |
| Jardin-des-Plantes | 0,80        | 32%         | 18.005            | 31%         |
| Val-de-Grâce       | 0,70        | 28%         | 19.492            | 33%         |
| Sorbonne           | 0,43        | 17%         | 9.683             | 16%         |

## Demografi
| År   | Befolkning |
| ---- | ---------- |
| 1954 | 106.773    |
| 1962 | 96.172     |
| 1968 | 83.071     |
| 1975 | 67.500     |
| 1982 | 62.128     |
| 1990 | 61.260     |
| 1999 | 58.841     |